# Јалшовик
Јалшовик (слч. Jalšovík) насељено је мјесто са административним статусом сеоске општине (слч. obec) у округу Крупина, у Банскобистричком крају, Словачка Република.

## Становништво
| Година:    | 1994. | 2004.   | 2014.   | 2024.   |
| ---------- | ----- | ------- | ------- | ------- |
| Број људи: | 216   | 201     | 193     | 175     |
| Разлика:   |       | -6,94 % | -3,98 % | -9,32 % |

| Година:    | 2023. | 2024.   |
| ---------- | ----- | ------- |
| Број људи: | 176   | 175     |
| Разлика:   |       | -0,56 % |

Према подацима о броју становника из 2021. године насеље је имало 188 становника.